# Ботсвана на Чемпіонаті світу з водних видів спорту 2015
Ботсвана взяла участь у Чемпіонаті світу з водних видів спорту 2015, який пройшов у Казані (Росія) від 24 липня до 9 серпня.

## Плавання
Ботсванські плавці виконали кваліфікаційні нормативи в дисциплінах, які наведено в таблиці (не більш як 2 плавці на одну дисципліну за часом нормативу A, і не більш як 1 плавець на одну дисципліну за часом нормативу B):
Чоловіки
| Спортсмен            | Дисципліна           | Попередній заплив | Попередній заплив | Півфінал        | Півфінал        | Фінал           | Фінал           |
| Спортсмен            | Дисципліна           | Час               | Місце             | Час             | Місце           | Час             | Місце           |
| -------------------- | -------------------- | ----------------- | ----------------- | --------------- | --------------- | --------------- | --------------- |
| Давід ван дер Кольфф | 50 на спині          | 26.88             | 49                | Завершив виступ | Завершив виступ | Завершив виступ | Завершив виступ |
| Давід ван дер Кольфф | 100 м на спині       | 57.95             | 51                | Завершив виступ | Завершив виступ | Завершив виступ | Завершив виступ |
| Андре ван дер Мерве  | 100 м вільним стилем | 54.69             | 90                | Завершив виступ | Завершив виступ | Завершив виступ | Завершив виступ |
| Андре ван дер Мерве  | 200 м вільним стилем | 2:01.77           | 76                | Завершив виступ | Завершив виступ | Завершив виступ | Завершив виступ |

Жінки
| Спортсменка      | Дисципліна           | Попередній заплив | Попередній заплив | Півфінал         | Півфінал         | Фінал            | Фінал            |
| Спортсменка      | Дисципліна           | Час               | Місце             | Час              | Місце            | Час              | Місце            |
| ---------------- | -------------------- | ----------------- | ----------------- | ---------------- | ---------------- | ---------------- | ---------------- |
| Боніта Імширович | 50 м брасом          | 36.46             | 57                | Завершила виступ | Завершила виступ | Завершила виступ | Завершила виступ |
| Боніта Імширович | 100 м брасом         | 1:20.81           | 62                | Завершила виступ | Завершила виступ | Завершила виступ | Завершила виступ |
| Наомі Руеле      | 100 м вільним стилем | 59.62             | 66                | Завершила виступ | Завершила виступ | Завершила виступ | Завершила виступ |
| Наомі Руеле      | 50 на спині          | 29.36             | 31                | Завершила виступ | Завершила виступ | Завершила виступ | Завершила виступ |